# Pterocoma
Pterocoma Dejean, 1834 è un genere estinto di echinodermi della classe dei crinoidi. Visse tra il Giurassico superiore e il Cretaceo superiore (150 – 80 milioni di anni fa). I suoi resti sono stati ritrovati in Europa e in Asia Minore.

## Descrizione
Questo crinoide era privo di peduncolo, e possedeva un calice piuttosto piccolo, largo fino a un centimetro e mezzo, dal quale si protendevano una decina di braccia allungate. Queste braccia, della lunghezza di circa 12 centimetri, erano dotati di una fila di piccoli rami allungati (pinnule) su ciascun lato. Il peduncolo era presente solo nelle prime fasi dello sviluppo dell'animale.

## Fossili
È raro che i fossili di comatulidi (l'ordine a cui appartiene il genere Pterocoma) si rinvengano in forma completa; fossili molto belli di questo animale, in ogni caso, si rinvengono nei giacimenti a conservazione eccezionale di Solnhofen (Baviera) risalenti al Giurassico, e di Hakel (Libano), del Turoniano (Cretaceo superiore). Tra le specie più note, da ricordare Pterocoma pennata (della Germania) e P. pinnulata (Libano).

## Biologia
Gli pterocomi erano molto simili all'attuale giglio di mare (Antedon mediterranea), che allo stadio adulto vive in gruppi fra le alghe marine. Probabilmente anche gli pterocomi vivevano nello stesso modo gregario, come sembrerebbero dimostrare alcune lastre che conservano numerosi esemplari. Lo pterocoma, forse, era una forma planctonica che viveva trasportata dalle correnti.